# Quero-te Tanto!
Quero-te Tanto! é um filme português de comédia-romântica, realizado e escrito por Vicente Alves do Ó, e produzido por Pandora da Cunha Telles e Pablo Iraola, pela Ukbar Filmes, a produtora responsável pela série da RTP, A Espia, o filme, Soldado Milhões, a co-produção do filme, The Man Who Killed Don Quixote, e o filme a estrear, Amadeo entre outros projectos. É protagonizado por Benedita Pereira e Pedro Teixeira que interpretam Pepê e Mia, respectivamente. Fernanda Serrano, Joana Almeida, Ricardo Barbosa, Dalila Carmo, Rui Melo, Paulo Pires, Márcia Cardoso, entre outros, preenchem os restantes papéis principais.
A narrativa conta a história de Pepê e Mia, um casal que, ao descobrir que Mia está grávida, decide envolver-se num roubo para se poder sustentar financeiramente. Contudo, acabam ambos encarcerados, e procuram reencontrar-se de qualquer forma possível; simultaneamente, o caso torna-se bastante mediático, e atrai as atenções da imprensa, do público, bem como das autoridades policiais.
Estreou a 18 de Abril de 2019. Foi o vencedor do Prémio de Melhor Filme do Público no XXV Festival Coimbra Caminhos de Portugal.

## Sinopse
Pepê e Mia são dois perseverantes jovens namorados que, sem apoios e com bastante dificuldade, tentam fazer a sua entrada na vida adulta da melhor forma que sabem. Mas, ao descobrirem que irão ser pais, vêem-se repentinamente obrigados a arranjar uma solução drástica que lhes permita suportar o nascimento do filho.
De forma precipitada e inocente, decidem assim empreender um disparatado assalto ao hangar de armazenamento das raspadinhas, na expectativa de surrupiar uma edição única no valor de um milhão de euros. Naturalmente apanhados pela polícia, são separados e levados para as prisões respectivas.
É então que, apesar de um aparentemente débil discernimento, Pepê, com a ajuda de sucessivos intervenientes que se deixam comover pelo seu amor obstinado à namorada grávida, se envolve numa acidentada mas venturosa jornada, que começa na fuga da prisão e passa pelo resgate de Mia. Perseguidos por uma dupla de jornalistas temerários que acompanha de perto este drama policial, Pepê e Mia acabam por ver a sua história adquirir uma dimensão mediática inesperada que leva a população do país a organizar-se em sua defesa, deliberando uma reviravolta no destino desta resiliente família.

## Elenco
- Pedro Teixeira como Pepê
- Benedita Pereira como Mia
- Ricardo Barbosa como Paulinho
- Joana Almeida como Joana
- Fernanda Serrano como Delfina
- Dalila Carmo como Concha
- Rui Melo como António
- Paulo Pires como Capacete
- Joana Manuel como Agente Raposo
- Pedro Lacerda como Agente Coelho
- Márcia Cardoso como Metro-e-Meio

### Elenco Secundário
- Helena Isabel como Directora TV
- Alexandra Lencastre como Madame Ping Pong
- Rui Mendes como Mudo
- João Montez como Benedito
- Carlos M. Cunha como Sr. Antunes
- Sara Prata como Juíza
- Mafalda Vaz Amaral como Cuca
- Ricardo Teixeira como João do Balão
- Sofia Ribeiro como Enfermeira Sara
- Ana Sofia Martins como Lúcia
- Philippe Leroux como Inspector Malhadas
- Raquel Rocha Vieira como Zeca
- Oceana Basílio como Manas Contreiras #1 e #2
- Inês Patrício como Colega TV